# NOS (Unternehmen)
NOS ist der Name eines portugiesischen Medienunternehmens. Es bietet Mobilfunk, Satelliten-, Kabelfernsehen und ISP an. NOS ist 2014 aus ZON Optimus hervorgegangen und wird im PSI 20 gelistet.

## Zusammenfassung
Eine Reorganisation der Portugal Telecom hat im Jahr 1996 dazu geführt, verschiedene Bereiche zu definieren: Festnetz-Telefonie, Mobilfunknetz, Kabel-Fernsehen sowie Multimedia, Unternehmen, internationale Aktivitäten, Innovation und Informationssysteme. Damit sollte Wachstum, Rentabilität und das Monopol im Festnetz garantiert werden. So wurde zunächst PT Multimedia geboren. Das Unternehmen besaß rund 69 Prozent des Marktes für Pay TV, sei es über Kabel oder Satellit, der den Zugriff auf über 100 Kanäle über Kabel-TV in Portugal ermöglichte.
Im Herbst 2007 wurde der Prozess der Trennung zwischen Portugal Telecom und PT Multimedia mit der Gründung von TV Cabo Portugal und PT Comunicações als zukünftige Konkurrenten abgeschlossen. Als Ergebnis der Abspaltung gründete sich 2007 das Telekommunikationsunternehmen Meo-Serviços de Comunicações e Multimédia SA.2008 wurde TV Cabo in ZON Multimedia umbenannt.
Im Jahr 2013 wurde der Zusammenschluss von ZON Multimédia und Optimus zu ZON Optimus bekanntgegeben. Die Vereinbarung sah eine Erhöhung des Grundkapitals von ZON vor. Zusammengerechnet kamen ZON und Optimus auf einen Umsatz von mehr als 1,6 Milliarden Euro und einen Marktanteil von 26 Prozent.
Seit 2014 ist das Unternehmen Sponsor der Primeira Liga, der höchsten portugiesischen Fußball-Liga.

### Rebranding
Seit 16. Mai 2014 heißt die ehemalige ZON Optimus, als Ergebnis der Fusion beider Unternehmen, NOS. NOS beabsichtigte mehr als 1 Mrd. Euro bis zum Jahr 2019 in Kabel-TV-Dienste, Internet, Festnetz- und Mobilnetze sowie in Kinos zu investieren.[veraltet]

## Aktivitäten in Afrika
In Angola begann TV Cabo Portugal zunächst mit dem Bau eines Netzes im Jahr 2002, mit Marketing-Dienstleistungen im Jahr 2005. Das Unternehmen, inzwischen als ZON Multimédia aktiv, unterhält derzeit in der Hauptstadt Luanda eine moderne Infrastruktur und ist Netzwerk-TV- und Kabel-Internet-Betreiber. Der Ausbau des Netzes erstreckt sich auf die Hauptstadt Luanda sowie auf Benguela und Lobito, wo ein vollständig auf modernste Glasfaser-Technik basierendes Netz installiert wurde.
In einem Joint-Venture-Unternehmen mit der angolanischen Geschäftsfrau Isabel dos Santos, älteste Tochter des Staatspräsidenten, lanciert die portugiesische ZON Multimédia ZAP, ein Satelliten-basiertes Pay-TV Programm in Angola. 30 Prozent des Geschäfts bleiben bei ZON, während Isabel dos Santos über das Unternehmen SOCIP – Sociedade de Investimentos e Participações, S.A., einer angolanischen Investitions- und Beteiligungsgesellschaft, die verbleibenden 70 Prozent Anteile hält.